# Dietersheim
Dietersheim település Németországban, azon belül Bajorországban. Lakosainak száma 2182 fő (2023. december 31.).

## Népesség
A település népessége az elmúlt években az alábbi módon változott:
| Lakosok száma | 219  | 266  | 1863 | 1807 | 2137 | 2138 | 2203 | 2194 | 2179 | 2182 |
|               | 1875 | 1950 | 1975 | 1987 | 2012 | 2014 | 2016 | 2017 | 2021 | 2023 |